# مانیچ
مانیچ (به صربی: Manić) یک منطقهٔ مسکونی در صربستان است. مانیچ ۷٫۳۹ کیلومتر مربع مساحت دارد.